# Sofija Pozdniakowa
Sofija Stanisławowna Pozdniakowa (ros. София Станиславовна Позднякова; ur. 17 czerwca 1997 w Nowosybirsku) – rosyjska szablistka, dwukrotna medalistka olimpijska i trzykrotna medalistka mistrzostw świata.
W 2016 roku zdobyła złoto drużynowo na mistrzostwach świata juniorów w Bourges. Na rozgrywanych rok później mistrzostwach świata juniorów w Płowdiwie ponownie zwyciężyła drużynowo.
Na igrzyskach olimpijskich w Tokio zdobyła złoty medal indywidualnie, w finale pokonując swą rodaczkę, Sofję Wieliką. Ponadto reprezentantki Rosyjskiego Komitetu Olimpijskiego w składzie: Sofja Wielika, Sofija Pozdniakowa i Olga Nikitina zwyciężyły również w rywalizacji drużynowej.
Podczas mistrzostw świata w Wuxi w 2018 roku zdobyła złoty medal w zawodach indywidualnych, w finale także pokonując Wieliką. W zawodach drużynowych Pozdniakowa, Wielika i Jana Jegorian wywalczyły srebrny medal. Na rozgrywanych rok później mistrzostwach świata w Budapeszcie Rosjanki w tym samym składzie odniosły zwycięstwo.
Drużynowo zdobyła także również złoto na mistrzostwach Europy w Nowym Sadzie (2018) i mistrzostwach Europy w Düsseldorfie (2019) oraz srebro na mistrzostwach Europy w Tbilisi (2017).
Jej mężem był szermierz Konstantin Łochanow. Łochanow wyemigrował do USA po inwazji Rosji na Ukrainę. Pozdniakowa zdecydowała się zostać w Rosji i wniosła pozew rozwodowy. Jej ojciec, Stanisław Pozdniakow, także był szermierzem.